# Vòng loại Giải vô địch bóng đá thế giới 2002 – Khu vực châu Á
Khu vực châu Á của vòng loại Giải vô địch bóng đá thế giới 2002 đóng vai trò là vòng loại của Giải vô địch bóng đá thế giới 2002, được tổ chức tại Hàn Quốc và Nhật Bản, dành cho các đội tuyển quốc gia là thành viên của AFC.
Liên đoàn bóng đá châu Á (AFC) được phân bổ 4,5 suất (4 suất trực tiếp và 1 suất vòng play-off liên lục địa) tham dự FIFA World Cup 2002. Vì Hàn Quốc và Nhật Bản đã tự động vượt qua vòng loại với tư cách là hai nước đồng chủ nhà, chỉ còn lại 2,5 suất có sẵn dành cho các hiệp hội thành viên liên kết với FIFA của AFC. 40 đội tuyển đã tham dự vòng loại, nhưng Myanmar đã rút lui sau khi được chia bảng nên chỉ còn lại 39 đội. Afghanistan, Bhutan và CHDCND Triều Tiên là các quốc gia không tham dự vòng loại.

## Thể thức
Thể thức như sau:
- Vòng 1: 40 đội tuyển được chia thành 10 bảng 4 đội, thi đấu với nhau theo thể thức vòng tròn hai lượt tính điểm trong bảng. Do bảng 2 có một đội rút lui, nên các đội trong bảng này chỉ đá với các đội còn lại một trận duy nhất. Các đội đứng đầu bảng tiến vào vòng 2.
- Vòng 2: 10 đội nhất bảng ở vòng 1 được chia thành hai bảng 5 đội), thi đấu vòng tròn hai lượt tính điểm trên sân nhà và sân khách. Hai đội nhất của hai bảng sẽ giành quyền tham dự Giải vô địch bóng đá thế giới 2002, trong khi các đội nhì bảng đấu đi tiếp vào vòng 3.
- Vòng 3 (play-off): Hai đội nhì bảng ở vòng 2 sẽ thi đấu với nhau trong hai lượt trận theo thể thức sân nhà – sân khách. Đội chiến thắng chung cuộc sẽ giành quyền tham dự vòng play-off liên lục địa với đại diện đến từ UEFA để xác định một suất tham dự FIFA World Cup 2002.

## Vòng 1

### Bảng 1
| VT | Đội         | ST | T | H | B | BT | BB | HS  | Đ  | Giành quyền tham dự |     | Oman | Syria | Lào  | Philippines |
| -- | ----------- | -- | - | - | - | -- | -- | --- | -- | ------------------- | --- | ---- | ----- | ---- | ----------- |
| 1  | Oman        | 6  | 5 | 1 | 0 | 33 | 3  | +30 | 16 | Vòng 2              |     |      | 2–0   | 12–0 | 7–0         |
| 2  | Syria       | 6  | 4 | 1 | 1 | 40 | 6  | +34 | 13 |                     |     | 3–3  |       | 11–0 | 12–0        |
| 3  | Lào         | 6  | 1 | 1 | 4 | 3  | 40 | −37 | 4  |                     | 0–7 | 0–9  |       | 2–0  |             |
| 4  | Philippines | 6  | 0 | 1 | 5 | 2  | 29 | −27 | 1  |                     | 0–2 | 1–5  | 1–1   |      |             |

### Bảng 2
| VT | Đội        | ST | T | H | B | BT | BB | HS  | Đ | Giành quyền tham dự |  | Iran | Tajikistan | Guam | Myanmar |
| -- | ---------- | -- | - | - | - | -- | -- | --- | - | ------------------- |  | ---- | ---------- | ---- | ------- |
| 1  | Iran (H)   | 2  | 2 | 0 | 0 | 21 | 0  | +21 | 6 | Vòng 2              |  |      | 2–0        | 19–0 |         |
| 2  | Tajikistan | 2  | 1 | 0 | 1 | 16 | 2  | +14 | 3 |                     |  |      |            | 16–0 |         |
| 3  | Guam       | 2  | 0 | 0 | 2 | 0  | 35 | −35 | 0 |                     |  |      |            |      |         |
| 4  | Myanmar    | 0  | 0 | 0 | 0 | 0  | 0  | 0   | 0 | Rút lui             |  |      |            |      |         |

### Bảng 3
| VT | Đội       | ST | T | H | B | BT | BB | HS  | Đ  | Giành quyền tham dự |     | Qatar | Nhà nước Palestine | Malaysia | Hồng Kông |
| -- | --------- | -- | - | - | - | -- | -- | --- | -- | ------------------- | --- | ----- | ------------------ | -------- | --------- |
| 1  | Qatar     | 6  | 5 | 1 | 0 | 14 | 3  | +11 | 16 | Vòng 2              |     |       | 2–1                | 5–1      | 2–0       |
| 2  | Palestine | 6  | 2 | 1 | 3 | 8  | 9  | −1  | 7  |                     |     | 1–2   |                    | 1–0      | 1–0       |
| 3  | Malaysia  | 6  | 2 | 1 | 3 | 8  | 11 | −3  | 7  |                     | 0–0 | 4–3   |                    | 2–0      |           |
| 4  | Hồng Kông | 6  | 1 | 1 | 4 | 3  | 10 | −7  | 4  |                     | 0–3 | 1–1   | 2–1                |          |           |

### Bảng 4
| VT | Đội        | ST | T | H | B | BT | BB | HS | Đ  | Giành quyền tham dự |     | Bahrain | Kuwait | Kyrgyzstan | Singapore |
| -- | ---------- | -- | - | - | - | -- | -- | -- | -- | ------------------- | --- | ------- | ------ | ---------- | --------- |
| 1  | Bahrain    | 6  | 5 | 0 | 1 | 9  | 4  | +5 | 15 | Vòng 2              |     |         | 1–2    | 1–0        | 2–0       |
| 2  | Kuwait     | 6  | 4 | 1 | 1 | 9  | 3  | +6 | 13 |                     |     | 0–1     |        | 2–0        | 1–1       |
| 3  | Kyrgyzstan | 6  | 1 | 1 | 4 | 3  | 9  | −6 | 4  |                     | 1–2 | 0–3     |        | 1–1        |           |
| 4  | Singapore  | 6  | 0 | 2 | 4 | 3  | 8  | −5 | 2  |                     | 1–2 | 0–1     | 0–1    |            |           |

### Bảng 5
| VT | Đội       | ST | T | H | B | BT | BB | HS  | Đ  | Giành quyền tham dự |     | Thái Lan | Liban | Sri Lanka | Pakistan |
| -- | --------- | -- | - | - | - | -- | -- | --- | -- | ------------------- | --- | -------- | ----- | --------- | -------- |
| 1  | Thái Lan  | 6  | 5 | 1 | 0 | 20 | 5  | +15 | 16 | Vòng 2              |     |          | 2–2   | 4–2       | 3–0      |
| 2  | Liban     | 6  | 4 | 1 | 1 | 26 | 5  | +21 | 13 |                     |     | 1–2      |       | 4–0       | 6–0      |
| 3  | Sri Lanka | 6  | 1 | 1 | 4 | 8  | 20 | −12 | 4  |                     | 0–3 | 0–5      |       | 3–1       |          |
| 4  | Pakistan  | 6  | 0 | 1 | 5 | 5  | 29 | −24 | 1  |                     | 0–6 | 1–8      | 3–3   |           |          |

### Bảng 6
| VT | Đội        | ST | T | H | B | BT | BB | HS  | Đ  | Giành quyền tham dự |     | Iraq | Kazakhstan | Nepal | Ma Cao |
| -- | ---------- | -- | - | - | - | -- | -- | --- | -- | ------------------- | --- | ---- | ---------- | ----- | ------ |
| 1  | Iraq       | 6  | 4 | 2 | 0 | 28 | 5  | +23 | 14 | Vòng 2              |     |      | 1–1        | 4–2   | 8–0    |
| 2  | Kazakhstan | 6  | 4 | 2 | 0 | 20 | 2  | +18 | 14 |                     |     | 1–1  |            | 4–0   | 3–0    |
| 3  | Nepal      | 6  | 2 | 0 | 4 | 13 | 25 | −12 | 6  |                     | 1–9 | 0–6  |            | 4–1   |        |
| 4  | Ma Cao     | 6  | 0 | 0 | 6 | 2  | 31 | −29 | 0  |                     | 0–5 | 0–5  | 1–6        |       |        |

### Bảng 7
| VT | Đội               | ST | T | H | B | BT | BB | HS  | Đ  | Giành quyền tham dự |     | Uzbekistan | Turkmenistan | Jordan | Đài Bắc Trung Hoa |
| -- | ----------------- | -- | - | - | - | -- | -- | --- | -- | ------------------- | --- | ---------- | ------------ | ------ | ----------------- |
| 1  | Uzbekistan        | 6  | 4 | 2 | 0 | 20 | 5  | +15 | 14 | Vòng 2              |     |            | 1–0          | 2–2    | 7–0               |
| 2  | Turkmenistan      | 6  | 4 | 0 | 2 | 12 | 7  | +5  | 12 |                     |     | 2–5        |              | 2–0    | 1–0               |
| 3  | Jordan            | 6  | 2 | 2 | 2 | 12 | 7  | +5  | 8  |                     | 1–1 | 1–2        |              | 6–0    |                   |
| 4  | Đài Bắc Trung Hoa | 6  | 0 | 0 | 6 | 0  | 25 | −25 | 0  |                     | 0–4 | 0–5        | 0–2          |        |                   |

### Bảng 8
| VT | Đội    | ST | T | H | B | BT | BB | HS  | Đ  | Giành quyền tham dự |      | Các Tiểu vương quốc Ả Rập Thống nhất | Yemen | Ấn Độ | Brunei |
| -- | ------ | -- | - | - | - | -- | -- | --- | -- | ------------------- | ---- | ------------------------------------ | ----- | ----- | ------ |
| 1  | UAE    | 6  | 4 | 0 | 2 | 21 | 5  | +16 | 12 | Vòng 2              |      |                                      | 3–2   | 1–0   | 4–0    |
| 2  | Yemen  | 6  | 3 | 2 | 1 | 14 | 8  | +6  | 11 |                     |      | 2–1                                  |       | 3–3   | 1–0    |
| 3  | Ấn Độ  | 6  | 3 | 2 | 1 | 11 | 5  | +6  | 11 |                     | 1–0  | 1–1                                  |       | 5–0   |        |
| 4  | Brunei | 6  | 0 | 0 | 6 | 0  | 28 | −28 | 0  |                     | 0–12 | 0–5                                  | 0–1   |       |        |

### Bảng 9
| VT | Đội        | ST | T | H | B | BT | BB | HS  | Đ  | Giành quyền tham dự |     | Trung Quốc | Indonesia | Maldives | Campuchia |
| -- | ---------- | -- | - | - | - | -- | -- | --- | -- | ------------------- | --- | ---------- | --------- | -------- | --------- |
| 1  | Trung Quốc | 6  | 6 | 0 | 0 | 25 | 3  | +22 | 18 | Vòng 2              |     |            | 5–1       | 10–1     | 3–1       |
| 2  | Indonesia  | 6  | 4 | 0 | 2 | 16 | 7  | +9  | 12 |                     |     | 0–2        |           | 5–0      | 6–0       |
| 3  | Maldives   | 6  | 1 | 1 | 4 | 8  | 19 | −11 | 4  |                     | 0–1 | 0–2        |           | 6–0      |           |
| 4  | Campuchia  | 6  | 0 | 1 | 5 | 2  | 22 | −20 | 1  |                     | 0–4 | 0–2        | 1–1       |          |           |

### Bảng 10
| VT | Đội             | ST | T | H | B | BT | BB | HS  | Đ  | Giành quyền tham dự |     | Ả Rập Xê Út | Việt Nam | Bangladesh | Mông Cổ |
| -- | --------------- | -- | - | - | - | -- | -- | --- | -- | ------------------- | --- | ----------- | -------- | ---------- | ------- |
| 1  | Ả Rập Xê Út (H) | 6  | 6 | 0 | 0 | 30 | 0  | +30 | 18 | Vòng 2              |     |             | 5–0      | 6–0        | 6–0     |
| 2  | Việt Nam        | 6  | 3 | 1 | 2 | 9  | 9  | 0   | 10 |                     |     | 0–4         |          | 0–0        | 4–0     |
| 3  | Bangladesh      | 6  | 1 | 2 | 3 | 5  | 15 | −10 | 5  |                     | 0–3 | 0–4         |          | 2–2        |         |
| 4  | Mông Cổ         | 6  | 0 | 1 | 5 | 2  | 22 | −20 | 1  |                     | 0–6 | 0–1         | 0–3      |            |         |

## Vòng 2

### Bảng A
| VT | Đội         | ST | T | H | B | BT | BB | HS  | Đ  | Giành quyền tham dự |     |     |     |     |     |     |
| -- | ----------- | -- | - | - | - | -- | -- | --- | -- | ------------------- | --- | --- | --- | --- | --- | --- |
| 1  | Ả Rập Xê Út | 8  | 5 | 2 | 1 | 17 | 8  | +9  | 17 | FIFA World Cup 2002 |     |     | 2–2 | 1–1 | 1–0 | 4–1 |
| 2  | Iran        | 8  | 4 | 3 | 1 | 10 | 7  | +3  | 15 | Đi tiếp vào vòng 3  |     | 2–0 |     | 0–0 | 2–1 | 1–0 |
| 3  | Bahrain     | 8  | 2 | 4 | 2 | 8  | 9  | −1  | 10 |                     |     | 0–4 | 3–1 |     | 2–0 | 1–1 |
| 4  | Iraq        | 8  | 2 | 1 | 5 | 9  | 10 | −1  | 7  |                     | 1–2 | 1–2 | 1–0 |     | 4–0 |     |
| 5  | Thái Lan    | 8  | 0 | 4 | 4 | 5  | 15 | −10 | 4  |                     | 1–3 | 0–0 | 1–1 | 1–1 |     |     |

### Bảng B
| VT | Đội        | ST | T | H | B | BT | BB | HS  | Đ  | Giành quyền tham dự |     |     |     |     |     |     |
| -- | ---------- | -- | - | - | - | -- | -- | --- | -- | ------------------- | --- | --- | --- | --- | --- | --- |
| 1  | Trung Quốc | 8  | 6 | 1 | 1 | 13 | 2  | +11 | 19 | FIFA World Cup 2002 |     |     | 3–0 | 2–0 | 3–0 | 1–0 |
| 2  | UAE        | 8  | 3 | 2 | 3 | 10 | 11 | −1  | 11 | Đi tiếp vào vòng 3  |     | 0–1 |     | 4–1 | 0–2 | 2–2 |
| 3  | Uzbekistan | 8  | 3 | 1 | 4 | 13 | 14 | −1  | 10 |                     |     | 1–0 | 0–1 |     | 2–1 | 5–0 |
| 4  | Qatar      | 8  | 2 | 3 | 3 | 10 | 10 | 0   | 9  |                     | 1–1 | 1–2 | 2–2 |     | 0–0 |     |
| 5  | Oman       | 8  | 1 | 3 | 4 | 7  | 16 | −9  | 6  |                     | 0–2 | 1–1 | 4–2 | 0–3 |     |     |

## Vòng 3
| Đội 1 | TTS | Đội 2 | Lượt đi | Lượt về |
| ----- | --- | ----- | ------- | ------- |
| Iran  | 4–0 | UAE   | 1–0     | 3–0     |

Iran thắng với tổng tỷ số 4–0 và giành quyền vào vòng play-off liên lục địa.

## Play-off liên lục địa
| Đội 1            | TTS | Đội 2 | Lượt đi | Lượt về |
| ---------------- | --- | ----- | ------- | ------- |
| Cộng hòa Ireland | 2–1 | Iran  | 2–0     | 0–1     |

Cộng hòa Ireland thắng với tổng tỷ số 2–1 và giành quyền tham dự Giải vô địch bóng đá thế giới 2002.

## Các đội tuyển vượt qua vòng loại
Bốn đội tuyển sau đây từ AFC đã vượt qua vòng loại để giành quyền tham dự Giải vô địch bóng đá thế giới 2002:
| Đội         | Tư cách vượt qua vòng loại | Ngày vượt qua vòng loại | Số lần tham dự FIFA World Cup trước đây |
| ----------- | -------------------------- | ----------------------- | --------------------------------------- |
| Nhật Bản    | Chủ nhà                    | 31 tháng 5 năm 1996     | 1 (1998)                                |
| Hàn Quốc    | Chủ nhà                    | 31 tháng 5 năm 1996     | 5 (1954, 1986, 1990, 1994, 1998)        |
| Ả Rập Xê Út | Nhất bảng A vòng 2         | 21 tháng 10 năm 2001    | 2 (1994, 1998)                          |
| Trung Quốc  | Nhất bảng B vòng 2         | 7 tháng 10 năm 2001     | 0 (lần đầu)                             |

## Cầu thủ ghi bàn
11 bàn thắng
- Hani Al-Dhabit
- Said Bayazid
- Talal Al-Meshal

10 bàn thắng
- Ali Daei
- Obeid Al-Dosari
- Kiatisuk Senamuang
- Yaser Salem Ali
- Jafar Irismetov

9 bàn thắng
- Hesham Mohammed
- Yaqoob Juma Al-Mukhaini

8 bàn thắng
- Sami Al-Jaber
- Mirjalol Qosimov

7 bàn thắng
- Xie Hui
- Abdul-Wahab Abu Al-Hail
- Nirajan Rayamajhi
- Mohammed Salem Al-Enazi
- Bashar Serur
- Seksan Piturat

6 bàn thắng
- Ali Karimi
- Emad Mohammed

5 bàn thắng
- Yusuf A'Amer Al Sadi
- Esam Abu Touk
- Mubarak Mustafa
- Roda Antar
- Fawzi Bashir
- Abdullah Bin Shehan
- Nguyễn Hồng Sơn

4 bàn thắng
- Fan Zhiyi
- Li Weifeng
- Qi Hong
- Jo Paul Ancheri
- Kurniawan Dwi Yulianto
- Uston Nawawi
- Oleg Litvinenko
- Haitham Zein
- Wartan Ghazarian
- Akmal Rizal Ahmad Rakhli
- Nihad Haj
- Mohammed Nasser
- Sukhrob Khamidov
- Kakha Gogoladze
- Saeed Al Kass
- Nikolay Shirshov
- Adel Al-Salemi

3 bàn thắng
- Xu Yunlong
- Farhad Majidi
- Ahmad Kadhim
- Ruslan Baltiev
- Igor Avdeyev
- Konstantin Gorovenka
- Jasem Al Huwaidi
- Moussa Hojeij
- Santos
- Taqi Mubarak
- Mohammed Khamis Al-Araimi
- Majdi Shaaban Samir
- Gohar Zaman
- Mohammad Al-Shalhoub
- Imthyas Raheem
- Mouhanad Bouchi
- Jomard Moussa
- Rustam Khojaev
- Mohammad Omar
- Vladimir Maminov
- Abdulsalam Al Ghurbani

2 bàn thắng
- Mohamed Salmeen
- Husain Mohammed
- Hussain Ali Ahmed
- Rokonuzzaman Kanchan
- Chea Makara
- Wu Chengying
- Yang Chen
- Li Jinyu
- Qu Bo
- Ma Mingyu
- Hao Haidong
- Jules Alberto
- Baichung Bhutia
- I. M. Vijayan
- Bambang Pamungkas
- Alireza Vahedi Nikbakht
- Sabah Jeayer
- Badran Al-Shagran
- Rateb Al Awadat
- Maksim Shevchenko
- Dmitriy Byakov
- Khalaf Al-Mutairi
- Ilia Kovalenko
- Faisal Antar
- Marcílio
- Ali Umar
- Adam Abdulativ
- Hairuddin Omar
- Basanta Thapa
- Hari Khadka
- Emad Abou El-Kair
- Mohammed Al-Jeesh
- Imad Ayoub
- Ahmed Khalifa
- Waleed Hamza
- Jassem Al-Tamimi
- Abdul-Aziz Hassan
- Dhahi Noubi
- Hussein Sulaimani
- Abdullah Al-Waked
- Kasun Jayasuriya
- Channa Ediri Bandanage
- Raghdan Shehadeh
- Khaled Zaher
- Therdsak Chaiman
- Aliyor Ashurmamadov
- Zaker Berdykulov
- Djumadurdy Meredov
- Wladimir Baýramow
- Subait Khater
- Faisal Khalil
- Georgi Georgiev
- Nguyễn Lương Phúc

1 bàn thắng
- Khamis Eid
- Mohammad Hassan
- Talal Yousef
- Ghazi Alkhwari
- Khaled Al-Dossari
- Abdallah Marzouki
- Li Bing
- Li Xiaopeng
- Yu Genwei
- Sun Maozhen
- Chan Ho Man
- Feng Ji-zhi
- Keung He-chi
- Abdul Hakim
- Agung Setyabudi
- Bima Sakti
- Aples Tecuari
- Eko Purdjianto
- Ismed Sofyan
- Habib Jafar
- Haider Abdullah
- Amer Mushraf
- Haidar Najim
- Leith Hussein
- Qahtan Chathir
- Mehdi Hasheminasab
- Sirous Dinmohammadi
- Yahya Golmohammadi
- Mehdi Mahdavikia
- Mehrdad Minavand
- Belal Al Laham
- Mahmoud Shelbaieh
- Ghanem Yousef Aldayeh
- Rafael Urazbakhtin
- Yevgeniy Lunev
- Askhat Kadyrkulov
- Naser Al-Sauhi
- Bashar Abdullah
- Ali Asel
- Faraj Laheeb
- Zamirbek Jumagulov
- Phengta Phounsamay
- Valasine Dalaphone
- Chanthy Souksombaph
- Mohammad Kassas
- Korken Yenkibarian
- Kit Leong Cheong
- Kim Meng Leong
- Ali Shiham
- Ashraf Luthfy
- Ismail Naseem
- Mohamed Jameel
- Rosdi Talib
- Irwan Fadzli Idrus
- Bayarzorig Davaa
- B. Buman-Uchral
- Bal Gopal Maharjan
- Deepak Lama
- Nasser Zayid
- Mohammed Khamis
- Taqi Al Siyabi
- Samir Said
- R. Salem
- Badr al-Mahrooqi
- Muhammad Arshad
- Muhammad Riaz
- Fadi Abulatifa
- Jamal Al-Holi
- Yanti Barsales
- Jimmy Dona
- Dahi Al Naemi
- Abdul Nasser Ali Al Obaidly
- Marzouk Al-Otaibi
- Mohsin Harthi
- Al Hasan Al-Yami
- Abdullah Jumaan Al-Dosari
- Ibrahim Al-Harbi
- Mohammed Al-Khilaiwi
- Noh Alam Shah
- Mohd Noor Ali
- Ishak Ratna
- Weerarathne Kassun
- Tarek Jabban
- Maher Malki
- Faras Al Khatib
- Maher Al Sayed
- Thawatchai Damrong-Ongtrakul
- Niweat Siriwong
- Surachai Jirasirichote
- Surachai Jirasirichote
- Sutee Suksomkit
- Worrawoot Srimaka
- Tokhirjon Muminov
- Denis Knitel
- Rahmatullo Fuzailov
- Shukhrat Jabbarov
- Rustam Usmonov
- Rejepmyrat Agabaýew
- Goçguly Goçgulyýew
- Yuri Borodolimov
- Gurbangeldi Durdyýew
- Mohammad Ibrahim Hussain
- Abdulsalaam Jumaa
- Fahed Masoud
- Gharib Hareb
- Fahd Ali
- Zuhair Bakhit
- Aziz Al-Anbari
- Abdulrahman Ibrahim
- Maxim Shatskikh
- Alexei Dionisiyev
- Ulugbek Bakayev
- Andrey Akopyants
- Nguyễn Trung Vĩnh
- Nguyễn Văn Sỹ
- Anwar Ahmed
- Adel Abdullah
- Ali Aboud Awad

1 bàn phản lưới nhà
- Feng Ji-zhi (trong trận gặp Qatar)
- Surachai Jirasirichote (trong trận gặp Liban)
- Samel Nasa (trong trận gặp Indonesia)
- Nabil Ashoor (trong trận gặp Uzbekistan)
- Ali Momin (trong trận gặp UAE)